# Janusz Paczkowski
Janusz Paczkowski – generał brygady Wojska Polskiego.

## Życiorys
Ukończył w roku 1976 Wyższą Szkołę Oficerska Wojsk Pancernych w Poznaniu, a następnie pełnił w latach 1976–1983 funkcje dowódcze w 29 pułku czołgów 11 Drezdeńskiej Dywizji Pancernej. W 1986 jako absolwent Akademii Wojsk Pancernych w byłym ZSRR w 18 pułku czołgów 4 Lubuskiej Dywizji Zmechanizowanej kontynuował zawodową służbę wojskową na stanowisku szefa sztabu – zastępcy dowódcy. W 1988 pełnił służbę w sztabie Śląskiego Okręgu Wojskowego na stanowisku starszego oficera Wydziału Szkolenia Bojowego Oddziału IX. W następnym roku był p.o. dowódcy pułku czołgów w 11 DPanc. Dowódca 1 pułku zmechanizowanego 1 Dywizji Zmechanizowanej w latach 1990–1993, a od 1993 dyrektor Biura Współpracy ze Stowarzyszeniami w Departamencie Stosunków Społecznych, a następnie szef Oddziału Współpracy ze Społeczeństwem w Departamencie Społeczno–Wychowawczym. Ukończył w 2000 Podyplomowe Studia Operacyjno–Strategiczne w Akademii Obrony Narodowej i został dyrektorem Sekretariatu Ministra Obrony Narodowej, a w 2001 dyrektorem Departamentu Kontroli – szefa Inspekcji. Dowódca 1 Warszawskiej Brygady Pancernej im. Tadeusza Kościuszki od 1 lipca 2004. 15 sierpnia 2005 awansowany na generała brygady.  

## Ordery i odznaczenia
- Złoty Krzyż Zasługi – 2000[2],
- Srebrny Medal „Siły Zbrojne w Służbie Ojczyzny”
- Brązowy Medal „Siły Zbrojne w Służbie Ojczyzny”